# Ruská Kajňa
Ruská Kajňa (bis 1927 auch slowakisch Vyšná Kajňa; ungarisch Oroszkánya – bis 1907 Oroszkajnya) ist eine Gemeinde im Osten der Slowakei mit 100 Einwohnern (Stand: 31. Dezember 2024), die zum Okres Humenné, einem Kreis des Prešovský kraj, gehört. Sie ist Teil der traditionellen Landschaft Zemplín.

## Geographie
Die Gemeinde befindet sich in den Niederen Beskiden im Bergland Laborecká vrchovina, im Tal der Oľka, im Einzugsgebiet der Ondava. Das Ortszentrum liegt auf einer Höhe von 225 m n.m. und ist 28 Kilometer von Humenné entfernt.
Nachbargemeinden sind Oľka im Norden, Pakostov im Osten und Süden, Vyšná Sitnica im Südwesten und Ruská Poruba im Westen und Nordwesten.

## Geschichte
Ruská Kajňa wurde zum ersten Mal 1582 als Kaynyh schriftlich erwähnt, weitere historische Bezeichnungen sind unter anderen Kajna (1773) und Ruska Kajna (1808). Das Dorf war zuerst Teil des Herrschaftsgebiets der Burg Čičava, von 1569 bis 1767 gehörte das Ortsgebiet zur Herrschaft von Stropkov, später war es Besitz von Familien wie Pethő und Hadik-Barkóczy (ab 1787). Wegen der Flucht von Untertanen war der Ort 1713 und 1715 unbewohnt. 1720 gab es zwei Haushalte. 1787 hatte die Ortschaft 16 Häuser und 130 Einwohner, 1828 zählte man 21 Häuser und 168 Einwohner, die als Köhler und Waldarbeiter tätig waren.
Bis 1918 gehörte der im Komitat Semplin liegende Ort zum Königreich Ungarn und kam danach zur Tschechoslowakei beziehungsweise heute Slowakei. In der Zeit der ersten tschechoslowakischen Republik verblieb die Bevölkerung bei traditionellen Einnahmequellen. Während des Zweiten Weltkriegs setzten NS-deutsche Truppen am 21. November 1944 den Ort wegen Partisanenunterstützung in Brand. Nach dem Zweiten Weltkrieg pendelte ein Teil der Einwohner zur Arbeit in Industriebetriebe in Košice, Humenné, Svidník und Medzilaborce, die örtliche Einheitliche landwirtschaftliche Genossenschaft (Abk. JRD) wurde 1956 gegründet.

## Bevölkerung
| Jahr                | 1994 | 2004     | 2014     | 2024    |
| ------------------- | ---- | -------- | -------- | ------- |
| Anzahl der Personen | 169  | 134      | 111      | 100     |
| Unterschied         |      | −20,71 % | −17,16 % | −9,90 % |

| Jahr                | 2023 | 2024    |
| ------------------- | ---- | ------- |
| Anzahl der Personen | 101  | 100     |
| Unterschied         |      | −0,99 % |

Nach der Volkszählung 2011 wohnten in Ruská Kajňa 111 Einwohner, davon 74 Slowaken, 32 Russinen und zwei Ukrainer. Drei Einwohner machten keine Angabe zur Ethnie.
98 Einwohner bekannten sich zur griechisch-katholischen Kirche und neun Einwohner zur römisch-katholischen Kirche. Ein Einwohner war konfessionslos und bei drei Einwohnern wurde die Konfession nicht ermittelt.

## Bauwerke und Denkmäler
- griechisch-katholische Erzengel-Michael-Kirche im klassizistischen Stil, gegen 1800 (nach einigen Quellen im Jahr 1824) errichtet[6]

## Verkehr
Durch Ruská Kajňa führt die Cesta II. triedy 554 („Straße 2. Ordnung“) von Nižný Hrabovec nach Havaj.